# Chthonerpeton indistinctum
Chthonerpeton indistinctum is een wormsalamander (Gymnophiona) uit de familie waterbewonende wormsalamanders (Typhlonectidae). De wetenschappelijke naam van de soort werd in 1862 als Siphonops indistinctus gepubliceerd door Johannes Theodor Reinhardt en Christian Frederik Lütken.
Deze soort komt voor in de Paranárivier van het zuiden van Paraguay tot aan de monding ervan in het noordoosten van Argentinië, en langs de kust van het zuiden van Uruguay verder naar het noorden tot het zuidoosten van Brazilië in de staat Santa Catarina.

## Synoniemen
- Chthonerpeton corrugatum Taylor, 1968
- Chthonerpeton erugatum Taylor, 1968
- Chthonerpeton hellmichi Taylor, 1968
- Nectocaecilia fasciata Taylor, 1968

Atretochoana · 
Chthonerpeton · 
Nectocaecilia · 
Potomotyphlus · 
Typhlonectes